# Saint-Marcellin-lès-Vaison
Saint-Marcellin-lès-Vaison är en kommun i departementet Vaucluse i regionen Provence-Alpes-Côte d'Azur i sydöstra Frankrike. Kommunen ligger i kantonen Vaison-la-Romaine som tillhör arrondissementet Carpentras. År 2022 hade Saint-Marcellin-lès-Vaison 335 invånare.

## Befolkningsutveckling
Antalet invånare i kommunen Saint-Marcellin-lès-Vaison
| Referens: INSEE |